# Рыжкова, Александра Юрьевна
Алекса́ндра Ю́рьевна Рыжко́ва (укр. Олександра Юріївна Рижкова; род. 9 июля 1980, Харьков) — украинская легкоатлетка, специалистка по бегу на короткие дистанции. Выступала на профессиональном уровне в 1997—2009 годах, победительница и призёрка ряда крупных международных стартов, участница летних Олимпийских игр в Афинах. Мастер спорта Украины международного класса.

## Биография
Александра Рыжкова родилась 9 июля 1980 года в Харькове, Украинская ССР. Окончила Харьковский политехнический институт (2005), представляла харьковское спортивное общество «Спартак».
Впервые заявила о себе в лёгкой атлетике на международном уровне в сезоне 1997 года, когда вошла в состав украинской сборной и выступила на юниорском европейском первенстве в Любляне, где в зачёте эстафеты 4×400 метров стала седьмой.
В 2001 году бежала 400 метров на молодёжном европейском первенстве в Амстердаме, в финал не вышла.
В 2003 году отметилась выступлением на чемпионате мира в Париже, в эстафете 4×400 метров не смогла преодолеть предварительный квалификационный этап.
В 2004 году на Кубке Украины в Киеве стала серебряной призёркой, установив при этом свой личный рекорд в беге на 400 метров на открытом стадионе — 51,75. Позднее стартовала на Кубке Европы в Быдгоще, где в программе эстафеты 4×400 метров вместе с соотечественницами заняла второе место, уступив только команде России. Благодаря череде успешных выступлений удостоилась права защищать честь страны на летних Олимпийских играх в Афинах — на предварительном квалификационном этапе эстафеты 4×400 метров украинки показали время 3:28.62, чего оказалось недостаточно для выхода в финал.
В 2008 году на зимнем чемпионате Украины в Сумах установила личный рекорд в беге на 400 метров в помещении — 54,69.
Завершила спортивную карьеру по окончании сезона 2009 года.
За выдающиеся спортивные достижения удостоена почётного звания «Мастер спорта Украины международного класса».
По состоянию на декабрь 2018 года занимала должность главного специалиста харьковского отделения Олимпийского комитета Украины.